# خرابک بالا
خرابک بالا، روستایی است از توابع بخش خلجستان در استان قم ایران.

## جمعیت
این روستا در بخش خلجستان قرار دارد و براساس سرشماری مرکز آمار ایران در سال ۱۳۸۵، جمعیت آن زیر سه خانوار بوده‌است.